# Saint-Julien-Molhesabate
Saint-Julien-Molhesabate település Franciaországban, Haute-Loire megyében. Lakosainak száma 165 fő (2022. január 1.). Saint-Julien-Molhesabate Monestier, Saint-Julien-Vocance, Dunières, Montregard, Riotord és Saint-Bonnet-le-Froid községekkel határos.

## Népesség
A település népessége az elmúlt években az alábbi módon változott:
| Lakosok száma | 358  | 254  | 253  | 205  | 180  | 173  | 176  | 174  | 171  | 165  |
|               | 1968 | 1982 | 1990 | 2006 | 2013 | 2015 | 2017 | 2019 | 2020 | 2022 |